# Borough Park (Brooklyn)
Borough Park (obvykle místními vyslovováno jako Boro Park) je čtvrť v jihozápadní části obvodu Brooklyn ve městě New York. Borough Park je domovem jedné z největších komunit ortodoxních Židů mimo Izrael a jedné z největších ve Spojených státech ve které žije mnoho navzájem ideologicky soupeřících izolovaných náboženských obcí. Borough Park zažívá prudký populační růst, jelikož průměrný počet dětí v charedi rodinách je 6,7. Jedná se o socio-ekonomicky rozdílnou oblast, pohromadě zde žijí, chodí do stejných škol a synagog bohatí i příslušníci pracující třídy a chudí. Jeho střed leží mezi 11. a 18. avenue a 40. a 60. ulicí. Borough Park spadá pod 66. policejní okrsek NYPD.

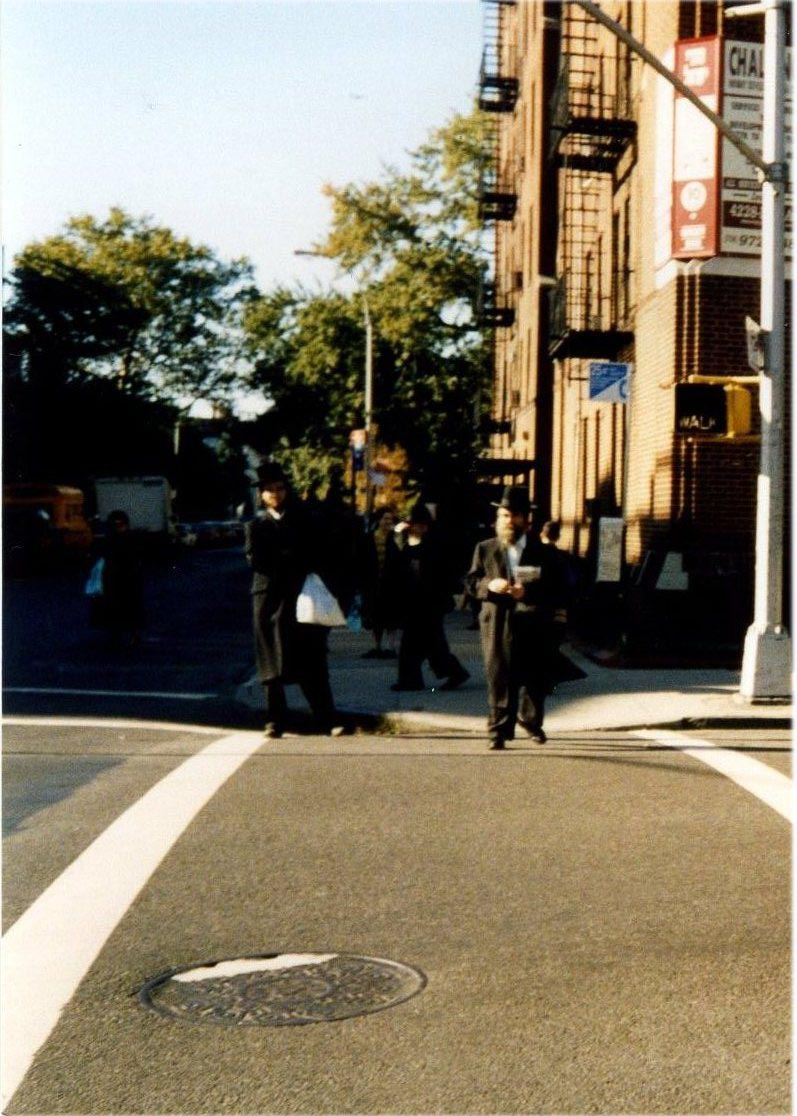
14. avenue

## Proměna
Čtvrť prošla v posledních desetiletích mnoha změnami. Demograficky se vyvinula ze čtvrti plné Italů, Irů a Židů moderně ortodoxního zaměření do místa většinově osídleného chasidskými rodinami.

### Hlavní město Baby boomu
Ve studii sčítacího úřadu z roku 2000 se odhadovalo, že v Borough Parku žije 76 600 Židů. Od té doby se Borough Park výrazně rozrostl a vysloužil si díky své vysoké porodnosti přezdívku hlavní město baby boomu. Ve čtvrti bylo roku 2004 zaznamenáno 4523 porodů, nejvíce v celém městě. Další brooklynská čtvrť, která se svou mírou porodnosti nejvíce blížila Borough Parku byl Williamsburg, domov mnoho členů chasidské dynastie Satmar, s 3839 narozeními. Míra porodnosti, jež činí 24,4 nově narozených na 1000 obyvatel, se promítla do celkového růstu čtvrti.
Chasidské rodiny často vyžadují větší domy, což stimulovalo budování a renovaci nemovitostí v celé čtvrti. Silná většina nových projektů zahrnuje větší ložnice a kuchyně. Od roku 1990 vydalo bytové oddělení pro Borough Park více stavebních povolení, než pro jakoukoli jinou obytnou část Brooklynu. Vítanou pomoc při rozvoji také představoval zákon z roku 1992, který ustanovuje Borough Park jako speciální zónu, kde obyvatelé mohou zastavět až dvě třetiny svých pozemků. Tím byla rozloha ovšem rozloha zadních dvorků ohromně zmenšena.
Spousta porodů se odehrává v Maimonides Medical Center, prominentní nemocnici v Borough Parku. The Maimonides Infants & Children’s Hospital of Brooklyn je plně akreditována jako „dětská nemocnice uvnitř nemocnice“ a je jednou z pouhých tří zařízení tohoto typu v New Yorku. V této nemocnice je také provedeno více porodů, než v jakékoli jiné ve státě New York.

### Podnikatelský rozvoj
Místní obchody a podniky v současnosti velice prosperují. Nákupní oblast na 13. avenue dlouhá zhruba 1,5 km je obsypána výlohami obchodů zásobujících židovské domácnosti. Hodně chasidů je k těmto podnikům loajální a přicházejí sem ze všech částí města, ostatních států a dokonce i ze zahraničí, aby nakoupili tamní košer předměty. Obecně tyto podniky profitovali z rostoucí židovské populace, zvyšující se hustotě osídlení a podnikavým využitím internetu.
Komunita dosáhla celosvětového uznání, zejména mezi izraelskými imigranty a turisty. Roku 1999 byl postaven na 13. avenue košer hotel „The Avenue Plaza Hotel“, první hotel otevřený ve čtvrti za více než celou poslední dekádu. Je populární atrakcí pro návštěvníky New Yorku a jako jeden z mála je schopen vyhovět potřebám chasidů.

## Veřejné školství
Prakticky všichni školáci narození do chasidských rodin v Borough Parku navštěvují místní ješivy (chlapci) a školy typu beis ja’akov (dívky). Z toho důvodu se populace žáků na Montauk Intermediate School zmenšila. Školní oddělení města New York doufalo využít výhodu prázdného místa a vybudovat malou školu, zvanou Kingsborough Early College School. Chasidská obec nebyla potěšena vyhlídkou na stavbu nové školy, jelikož se obávali, že s sebou přinese „špatné živly“ (spoře oděné dívky) a protestovali proti rozhodnutí. Komunitní školský výbor vyslyšel stížnosti a rozhodl proti výstavbě školy.
Z tohoto odlivu studentů vyšly základní školy se smíšenými důsledky. Například Joyce Purnicková z New York Times napsala v roce 2004, že „…veřejné školy v Borough Parku, jsou naplněné jen z 89 %, protože mnoho dětí chodí do ješivy. Žáků ve třídách je málo, chodby jsou tiché a ředitel a jeho zástupce znají každého žáka jménem.“ Následně také vzrostlo procento dětí umících číst na nebo nad úroveň ročníku ze 40 % v roce 1998, na 55 % v roce 2004.

## Policie a bezpečnost
Chasidská obec si vytvořila síť samostatných dobrovolnických organizací z místních obyvatelů, kteří se starají o naléhavé případy ve čtvrti. Hatzolah je dobrovolnická záchranná služba složená ze zdravotních techniků a zdravotníků. Shomrim/BSSP je občanská hlídka schválená oddělením newyorské policie pro obecní záležitosti. Odpovídají na telefonáty související s bezpečností a které se týkají této oblasti a pomáhají NYPD s hledáním pohřešovaných osob. Chasidská obec si byla schopna vybudovat blízké, i když často křehké, vztahy s místní úřady.

## Náboženství a politika
Borough Park je domovem mnoha chasidských skupin, z nichž největší je Bobovská dynastie. Mimo jiné tu ale také žijí ostatní chasidské dynastie: Belz, Ger, Satmar, Stolin, Vizhnitz, Munkacs, Spinka, Klausenburg, Skver a Puppa, dále také menšina nechasidských charedim, takzvaní litvakové (litevští Židé) a ještě menší počet moderně ortodoxních Židů.
V Brooklynu se asi 37 % Židů označuje za ortodoxní a Borough Park je často prohlašován za srdce, nebo domov newyorské ortodoxní židovské populace. Čtvrť se stala ve velkém měřítku ortodoxní až v posledních 40 letech proměnou, kterou někteří nazývají „z předměstí na štetl“.
Během raných let 20. století byla židovská populace v Borough Parku a i v Brooklynu mnohem nakloněná k volbě liberálů, než dnes. Avšak spousta těchhle starousedlíků se nakonec přestěhovala na předměstí, či do jiných částí města, místo nichž se do čtvrti přistěhovali mnohem konzervativnější chasidé (hodně z nich přeživší holokaust a imigranti z východní Evropy). To mělo za následek, že převažující většina chasidů v Borough Parku a Brooklynu zavedla tradičnější životní styl Židů. Studie UJA Federation-New York z roku 2002 odhalila, že pouhé 2 % Židů z Borough Parku bylo reformních a téměř tři čtvrtiny ortodoxní.

### Dodržování náboženských zvyklostí
Chasidské obyvatelstvo pečlivě žije svůj život podle halachy a šulchan aruchu. V sobotu je Šabat, den odpočinku, jenž je přísně dodržován většinou členů komunity. V některých oblastech se v pátek před západem slunce rozezní sirény, aby oznamovali začátek šabatu.
Kulturně i nábožensky je čtvrť považována za jednu z nejvíce ortodoxních na světě. „Mnoho rodin nevlastní televizi ani se nechodí dívat na filmy. Děti navštěvují ješivy místo veřejných škol. Dospívající dívky neodcházejí z domu, dokud se nepřesvědčí, že jejich kolena a lokty jsou zakrytá. Jak na svatbách, tak na pohřbech sedí ženy a muži odděleni a vyhýbají se tělesnému kontaktu, jak je to vyžadováno náboženským právem.“
Většina obchodů prodává a připravuje jenom jídlo vzniklé pod dohledem rabína.V jednu chvíli vznikla veliká kontroverze týkající se eruvu, z důvodu odlišné interpretace aplikace náboženského práva. Eruv byl vybudován v letech 1999–2000 a zahrnuje do sebe okolo 225 bloků. Jeho použití je stále předmětem diskuse.

### Bobov
Borough Park je základnou pro velkou chasidskou dynastii Boboverů, čítající několik tisíc rodin (přesná čísla jsou neznámá) Je jednou z největších brooklynských chasidských komunit a má stoupence v Kanadě, Anglii, Belgii a Izraeli.
V roce 2005 zemřel boboverský rebbe Naftali Zvi Halberstam a nastal rozkol, kdy jeho zeť Mordechai Dovid Unger je rabínem v hlavní synagoze na 48. ulici a bratr Ben Zion Aryeh Leibish Halberstam je rabínem v dočasné synagoze na 45. ulici.

## Významní obyvatelé
- Sandy Koufax – slavný baseballový hráč
- Alan Dershowitz – profesor práva
- Shmuel Dovid Halberstam – rebbe dynastie Sanz-Klausenberg